# Fandel (Einheit)
Das Fandel, auch Fardel, Fardell und italienisch Fardello, war ein Stückmaß im Handel mit Tuchwaren neben Pack, Ballen und Saum. Das Maß galt nicht für Tücher aus Leinen.
- 1 Fandel = 95 Banchet

Das Banchet wurde mit 22 bis 24 Ellen (nach Brabanter Elle) der Region gerechnet.
In Ulm und Italien hatte
- 1 Fardel oder Fardello = 45 Barchet-Tücher zu je 24 Ellen[2][3]

Zum Vergleich:
- 1 Pack = 10 Stück zu je 22 Tücher zu je 32 Ellen
- 1 Ballen = 12 Tücher zu je 32 Ellen
- 1 Saum = 22 Tücher zu je 32 Ellen

Anderer Gebrauch in den Niederlanden:
- 1 Fandel = 1 Pack Zimt[4]